# Hermann Bauer
Hermann Bauer (* 22 de julio de 1875 en Königsberg; † 11 de febrero de 1958 en Essen) era un marino alemán que llegó al empleo de almirante.

## Vida
Bauer ingresó el 9 de abril de 1892 como cadete en la Marina Imperial alemana. Cursó su formación inicial en el crucero-fragata SMS Stosch, estuvo desde el 20 de septiembre de 1892 al 4 de abril de 1893 en la Escuela Naval y continuó su formación en el Buque escuela SMS Moltke y en el crucero protegido SMS Deutschland. Del 1 de noviembre de 1894 al 30 de septiembre de 1895 volvió Bauer a la Escuela Naval y allí fue ascendido el 15 de septiembre de 1895 a subteniente. A continuación sirvió hasta el 30 de septiembre de 1897 en el buque blindado SMS Kurfürst Friedrich Wilhelm. A principios de diciembre de 1897 emprendió Bauer viaje a bordo del vapor Preußen hacia Kiau Chau, para incorporarse como oficial de guardia a la dotación del crucero ligero SMS Prinzeß Wilhelm. Entretanto fue ascendido el 12 de abril de 1898 a Leutnant zur See, empleo entre los de alférez de fragata y alférez de navío, al que a su vez fue ascendido el 1 de enero de 1899. En su nuevo buque regresó a Alemania el 22 de julio de 1899, siendo destinado al buque escuela torpedero SMS Blücher. Del 1 de octubre de 1900 al 30 de septiembre de 1903 fue sucesivamente oficial jefe de compañía, oficial de guardia, primer oficial y comandante de la 2.ª Sección de Torpedos. Después, hasta el 30 de junio de 1905, Bauer absolvió los cursos (Coetus) 1.º y 2.º de la Academia Naval en Kiel y fue ascendido a teniente de navío el 1 de abril de 1904. De nuevo volvió a servir durante más de un año en la 2.ª Sección de Torpedos, al tiempo que ejercía como comandante del Torpedero SMS D 9, ayudante de estado mayor de la 2.ª Flotilla de Torpederos, o ayudante y comandante en el torpedero SMS S 125 de la Flota de Maniobra. Del 1 de octubre de 1906 al 30 de septiembre de 1908 Bauer perteneció al Departamento de Astilleros de la Dirección de la Armada (Reichsmarineamt). Después fue destinado como piloto de altura al crucero protegido SMS Gneisenau, donde fue ascendido a capitán de corbeta el 16 de octubre de 1909. A continuación fue primer oficial durante un año a bordo del navío de línea SMS Schlesien.
Siguieron dos años y medio como ayudante en los Astilleros Imperiales de Willhelmshaven y desde el 9 de noviembre de 1913 al 13 de marzo de 1914 Bauer fue comandante del crucero ligero SMS Hamburg. Después fue destinado al arma submarina como jefe de la Flotilla de Submarinos, o 1.ª Unterseebootsflottille.
Durante la Primera Guerra Mundial Bauer fue jefe de los Submarinos (Führer der Unterseeboote) hasta el 4 de junio de 1917, y allí recibió el ascenso a capitán de fragata el 16 de abril de 1915. El 24 de julio de 1917 fue nombrado comandante del navío de línea SMS Westfalen y el 14 de octubre de 1917 llegó su ascenso a capitán de navío. El 5 de agosto de 1918 cedió el mando de su buque para tomar el de otro navío, el SMS Kaiser, y poco antes del fin de la guerra el de los SMS Oldenburg y SMS Nassau.
Del 21 de diciembre de 1918 al 31 de marzo de 1919 Bauer fue comandante de la 2.ª División de Torpedos y pasó después al Astillero de Wilhelmshaven. Se le nombró director de Equipamiento y desde el 3 de octubre de 1919 director del Astillero, puesto en el que fue ascendido el 1 de abril de 1922 a contraalmirante. Del 6 de junio al 30 de septiembre de 1923 Bauer fue jefe del Departamento General de Marina en la Dirección de la Armada (Marineleitung). El 1 de octubre de 1923 fue nombrado jefe de la Estación Naval del Mar del Norte, donde le llegó el ascenso a vicealmirante el 1 de febrero de 1925. Bauer pasó a disposición del jefe de la Dirección de la Armada el 5 de octubre de 1928 y, junto con el ascenso a almirante fechado el 30 de noviembre de 1928, le llegó la jubilación.
El 25 de julio de 1939 Bauer pasó a disposición de la Kriegsmarine, pero nunca llegó a ejercer ningún servicio bélico activo.
En el entierro de Bauer, tomó la palabra el antiguo Großadmiral y último Presidente del Tercer Reich, Karl Dönitz.

## Condecoraciones
- Cruz de Hierro (1914) de 2.ª y 1.ª Clase[2]
- Cruz de Caballero de la Real Orden de Hohenzollern con Espadas[2]
- Orden del Águila Roja de 4.ª Clase[2]
- Cruz Hanseática de Hamburgo[2]
- Cruz de Federico-Augusto de 2.ª y 1.ª Clase[2]
- Cruz de Honor de la Orden de la Corona de Wurtemberg[2]
- Cruz de Caballero de la Cruz de Hierro (otorgada el 14 de febrero de 1945)

## Obras
- Als Führer der U-Boote im Weltkrieg. Editorial Koehler & Amelang, Leipzig 1942.
- Reichsleitung und U-Bootseinsatz 1914 bis 1918. Editorial Klosterhaus, Lippoldsberg 1956.